# アリルアルコール
アリルアルコール (allyl alcohol) とは、有機化合物のアルコールの一種。IUPAC名は 2-プロペン-1-オール (2-propen-1-ol)。アリル化合物のひとつであり、安定な不飽和アルコールの中で最も単純な構造を持つ。

## 性質
水に可溶の無色透明の液体で、低濃度でエタノールのような芳香、高濃度でマスタードのような刺激臭がある。
消防法の危険物に該当するが同法でのアルコール類とは「1分子を構成する炭素の数が1個から3個までの飽和一価アルコール（変性アルコールを含む）」と定義されているため、不飽和アルコールである同アルコールは第四類第一石油類（水溶性）に該当する。毒劇法による毒物で、付着や吸引などによって、皮膚や粘膜に炎症を起こす。

## 合成
アリルアルコールは、塩化アリルの加水分解、加熱したカリウムミョウバン存在下での酸化プロピレンの異性化、1-プロパノールからの脱水素、グリセリンとギ酸の反応など様々な方法で得ることができる。
{\displaystyle {\ce {CH2CHCH2Cl\ + NaOH -> CH2CHCH2OH\ + NaCl}}}

## 用途
ジアリルフタレート樹脂、医薬品、アリルグリシジルエーテル、樹脂原料、プロパンサルトン、香料、難燃化剤原料などさまざまな化合物の原料として使われる。

## 誘導体
アリル基が合成的に有用であることから、アリルアルコールの部分構造は全合成をはじめとする有機合成で中間体として利用される。
アリル基に二酸化セレンを作用させるとアリル位が酸化を受けてアリルアルコール構造が得られる。セレノキシド酸化と呼ばれる。
シャープレス酸化はアリルアルコール構造のオレフィンを面選択的にエポキシ化する反応として広く用いられる。

## 不飽和アルコール
構造式として描ける中で最も単純な不飽和アルコールはビニルアルコール (H2C=CH-OH) であるが、ビニルアルコールはケト-エノール互変異性によりアセトアルデヒド構造へ異性化してしまうため、一般にアリルアルコールが最も単純な不飽和アルコールとされる。

## 法規制
- 毒物及び劇物取締法および毒劇物指定令 第2条別表1毒物。
- 消防法 第2条危険物第4類第2石油類水溶性液体。
- 特定化学物質の環境への排出量の把握等及び管理の改善の促進に関する法律(化管法) 第2条第1種指定化学物質。
- 特定有害廃棄物等の輸出入等の規制に関する法律(バーゼル法) 第2条特定有害廃棄物等。